# Briedel
Briedel là một xã thuộc huyện Cochem-Zell, bang Rheinland-Pfalz, Đức. Xã này có diện tích 26,61 ki-lô-mét vuông.